# San Carlos Minas
San Carlos Minas es una localidad y municipio del noroeste de la provincia de Córdoba, Argentina, cabecera y localidad más poblada del departamento Minas. Se encuentra a 230 km de la capital provincial Córdoba, con la que se comunica a través de la Ruta Provincial 15 y a 930 km de Capital Federal (Argentina).
Se sitúa en la región del este del departamento Minas a orillas del Arroyo Noguinet. 
Es una de las cabeceras menos poblada de la Provincia de Córdoba. Aunque actualmente es una localidad de baja población, y de bajos recursos económicos, en el Siglo XIX fue un centro de producción de minerales como plata y de carne vacuna y granos para la producción de harina por ejemplo.
En los últimos años, se ha intentado generar microempredimientos relacionados con las actividades ganaderas, agropecuarias y apícolas pero su éxito ha sido relativo debido al poco compromiso que presentan los gobiernos, ya que no proveen de capacitación y herramientas adecuadas para preparar a los emprendedores.
En la actualidad, San Carlos Minas constituye un importante centro turístico de Traslasierra.
Está contenida entre montañas, por ese motivo presenta un microclima especial, donde se presenta una temporada de verano calurosa con temperaturas altas, mayores a 38° inclusive, donde se pueden presentar fuertes tormentas eléctricas y abundante caída de granizo.
En el invierno es común temperaturas muy bajas a veces inferiores a 0°, pero con prácticamente precipitaciones nulas, y en caso de lluvia se puede presentar con agua congelada que no llega a formar nieve.
En su historia reciente es reconocida porque un alud arrasó con el pueblo en el año 1992, fue un acontecimiento trágico y que tuvo alcance nacional por la devastación que se produjo y la gran cantidad de muertos, aproximadamente 30 para una población de 800 habitantes.
En las décadas pasadas ha tenido una gran emigración de su población hacia la ciudad de Córdoba (Argentina), debido principalmente a los pocos puestos de trabajo disponibles. Es una de las cabeceras departamental más pobre del noroeste, nunca se logró dar solución al problema la escasez de fuentes de trabajo, aún en el año 2025. Aunque no existen estadísticas oficiales, el 80% de los empleados con relación de dependencia trabajan para un repartimiento estatal ya sea municipal, provincial o nacional.
```
Sus intendentes Walter Romero, Cristian Frías y Miriam Cuenca están clasificados como los más actos de 
nepotismo
 han implementado en la provincia de Córdoba.
[
3
]
 El legislador por Minas, Cristian Frías tiene como asesores a su hijo Y a su hermano según información pública de la legislatura provincial,
[
4
]
 esto es considerado 
nepotismo
.
```

## Geografía
Se ubica sobre la ruta provincial 15, que conecta Villa de Soto (42 km) con Villa Cura Brochero (70 km), dista a 62 km de Cruz del Eje y a 210 km de la ciudad de Córdoba.
Limita al norte con La Higuera (Departamento Cruz del Eje), al sur con Salsacate (Departamento Pocho), al oeste con Tres Lomas (Departamento Minas), y al este con los Departamentos de Cruz del Eje y Pocho. Está en la ladera occidental de las Cumbres de Gaspar, y la oriental de las Sierras de Guasapampa. Tiene una superficie aproximada de 100 km cuadrados.
Aunque existen poblados independientes como Talaini, La Higuera, Mesa de Mariano por la corta distancia se podría decir que pertenecen a un solo poblado con los lugareños.
Salsacate es la población más grande que se encuentra cerca, por lo tanto los lazos comerciales y sociales son grandes. El intercambio de productos y de personas es una ventaja en el momento de cerrarse las vías de comunicación en la época del Coronavirus.

### Accesos
La ruta provincial 15 une al pueblo al norte limita con La Higuera (Departamento Cruz del Eje), y al Sur con la localidad de Salsacate (Departamento Pocho). 
Ambos poblados limítrofres también poseen como únicas vías de acceso la Ruta 15, con lo cual los 3 poblados tienen un economía muy relacionada, aparte de las relaciones socioculturales.

### Sismicidad
La región posee sismicidad media en cuanto la fuerza de los temblores, sin embargo con respecto a la frecuencia es alta y por consecuencia las casas pueden presentar fallas arquitectónicas. Las últimas expresiones de sismos se produjeron:
- 22 de septiembre de 1908 (116 años), a las 17.00 UTC-3, con 6,5 Richter, escala de Mercalli VII; ubicación 30°30′0″S 64°30′0″O / -30.50000, -64.50000; profundidad: 100 km; produjo daños en Deán Funes, Cruz del Eje y Soto, provincia de Córdoba, y en el sur de las provincias de Santiago del Estero, La Rioja y Catamarca.

- 16 de enero de 1947 (78 años), a las 2.37 UTC-3, con una magnitud aproximadamente de 5,5 en la escala de Richter (terremoto de Córdoba de 1947)[5]

- 28 de marzo de 1955 (70 años), a las 6.20 UTC-3 con 6,9 Richter: además de la gravedad física del fenómeno se unió el desconocimiento absoluto de la población a estos eventos recurrentes (terremoto de Villa Giardino de 1955).

- 7 de septiembre de 2004 (20 años), a las 8.53 UTC-3 con 4,1 Richter

- 25 de diciembre de 2009 (15 años), a las 21.42 UTC-3 con 4,0 Richter

- Media sismicidad con 5,5 Richter, hace 78 años, otro de mayor cimbronazo hace 116 años por el terremoto de Cruz del Eje 1908 con 6,5 Richter.

### Clima
A pesar de encontrarse en medio de las Cumbres de Gaspar y las Sierras de Guasapampa, y de su suelo rocoso, San Carlos Minas presenta un clima templado cálido.
Presenta un clima similar al Mediterráneo europeo, con un verano donde las temperaturas pueden llegar a superar los 38 °C, mientras que en invierno las temperaturas pueden llegar a descender a menos de 0°.
Las lluvias suelen empezar en la primavera, y aumentan durante el verano. Sin embargo, en otoño e invierno suele presentar un clima seco con prácticamente precipitaciones nulas.

#### Cambios climáticos
En los últimos años se han detectado cambios en los climas principalmente en la cantidad de lluvia que cae en época estivales. Aunque no hay estudios precisos, se puede deducir por la cantidad de agua disponible durante el año.

#### Temperaturas
Es en general templado y subtropical. La temperatura media anual oscila entre los 18 y 25 °C, registrándose temperaturas que sobrepasan los 42° en los meses de enero y febrero. 
Enero es el mes más cálido, con temperaturas máximas medias de 35 y una máxima de 42 °C. 
Los inviernos normalmente no son rigurosos, con pocos días de heladas, siendo julio el mes más frío con una mínima de 7 °C.

#### Vientos
Son cálidos si corren del norte y frescos los del sur y aún más si proceden del SO. Los meses de mayores vientos son septiembre, octubre, abril y agosto y los de menor viento marzo, junio y julio. La velocidad de los mismos no supera los 25 km por hora.

#### Lluvias
El verano es la temporada de lluvias, registrándose las mayores precipitaciones. Las primeras lluvias se producen en noviembre-diciembre hasta principios de otoño, con una precipitación anual total de 523 mm y con una humedad relativa del 62% promedio.

#### Nubosidad
En San Carlos Minas los coeficientes de nubosidad son bajos, con un promedio anual de 36 % de cielos cubiertos.
| Parámetros climáticos promedio de San Carlos Minas. Datos del período de referencia 1961-1990 obtenidos de la Fuerza Aérea Argentina, Comando Regiones Aéreas, Servicio Meteorológico Nacional. | Parámetros climáticos promedio de San Carlos Minas. Datos del período de referencia 1961-1990 obtenidos de la Fuerza Aérea Argentina, Comando Regiones Aéreas, Servicio Meteorológico Nacional. | Parámetros climáticos promedio de San Carlos Minas. Datos del período de referencia 1961-1990 obtenidos de la Fuerza Aérea Argentina, Comando Regiones Aéreas, Servicio Meteorológico Nacional. | Parámetros climáticos promedio de San Carlos Minas. Datos del período de referencia 1961-1990 obtenidos de la Fuerza Aérea Argentina, Comando Regiones Aéreas, Servicio Meteorológico Nacional. | Parámetros climáticos promedio de San Carlos Minas. Datos del período de referencia 1961-1990 obtenidos de la Fuerza Aérea Argentina, Comando Regiones Aéreas, Servicio Meteorológico Nacional. | Parámetros climáticos promedio de San Carlos Minas. Datos del período de referencia 1961-1990 obtenidos de la Fuerza Aérea Argentina, Comando Regiones Aéreas, Servicio Meteorológico Nacional. | Parámetros climáticos promedio de San Carlos Minas. Datos del período de referencia 1961-1990 obtenidos de la Fuerza Aérea Argentina, Comando Regiones Aéreas, Servicio Meteorológico Nacional. | Parámetros climáticos promedio de San Carlos Minas. Datos del período de referencia 1961-1990 obtenidos de la Fuerza Aérea Argentina, Comando Regiones Aéreas, Servicio Meteorológico Nacional. | Parámetros climáticos promedio de San Carlos Minas. Datos del período de referencia 1961-1990 obtenidos de la Fuerza Aérea Argentina, Comando Regiones Aéreas, Servicio Meteorológico Nacional. | Parámetros climáticos promedio de San Carlos Minas. Datos del período de referencia 1961-1990 obtenidos de la Fuerza Aérea Argentina, Comando Regiones Aéreas, Servicio Meteorológico Nacional. | Parámetros climáticos promedio de San Carlos Minas. Datos del período de referencia 1961-1990 obtenidos de la Fuerza Aérea Argentina, Comando Regiones Aéreas, Servicio Meteorológico Nacional. | Parámetros climáticos promedio de San Carlos Minas. Datos del período de referencia 1961-1990 obtenidos de la Fuerza Aérea Argentina, Comando Regiones Aéreas, Servicio Meteorológico Nacional. | Parámetros climáticos promedio de San Carlos Minas. Datos del período de referencia 1961-1990 obtenidos de la Fuerza Aérea Argentina, Comando Regiones Aéreas, Servicio Meteorológico Nacional. | Parámetros climáticos promedio de San Carlos Minas. Datos del período de referencia 1961-1990 obtenidos de la Fuerza Aérea Argentina, Comando Regiones Aéreas, Servicio Meteorológico Nacional. |
| Mes | Ene. | Feb. | Mar. | Abr. | May. | Jun. | Jul. | Ago. | Sep. | Oct. | Nov. | Dic. | Anual |
| --- | --- | --- | --- | --- | --- | --- | --- | --- | --- | --- | --- | --- | --- |
| Temp. máx. media (°C) | 42.1 | 36.1 | 27.6 | 24.9 | 22.0 | 18.5 | 18.6 | 21.0 | 23.3 | 26.1 | 28.4 | 30.3 | 25.2 |
| Temp. mín. media (°C) | 18.1 | 17.4 | 15.6 | 12.3 | 9.3 | 8.7 | 7.3 | 7.9 | 9.1 | 12.6 | 15.2 | 17.3 | 18.1 |
| Precipitación total (mm) | 121.7 | 99.8 | 110.3 | 52.2 | 18.9 | 11.4 | 12.8 | 9.7 | 33.8 | 66.4 | 96.6 | 136.9 | 523.8 |
| [cita requerida] | | | | | | | | | | | | | |

### Hidrografía
En sus proximidades se encuentra el Río Jaime y el Arroyo Noguinet, de la Cuenca de Pichanas. 
Tras la inundación de 1992, se construyó una defensa hídrica que canaliza las aguas del Arroyo Noguinet, desviándolas para no afectar el pueblo.
Dique Pichanas (1966-1978), en el departamento Minas, ingresando por la Ruta Nacional 38 a la altura de El Espinillo. 
Tiene una altura de 53,30 m y un espejo de agua de 470 ha. Su principal afluente es el río Salsacate y por él mismo desagua, perdiéndose en las proximidades de las Salinas Grandes.
Como una advertencia del cambio climático se puede destacar la dismimución del caudal de agua especialmente en la época del verano que es cuando se presenta la mayoría de las lluvias.

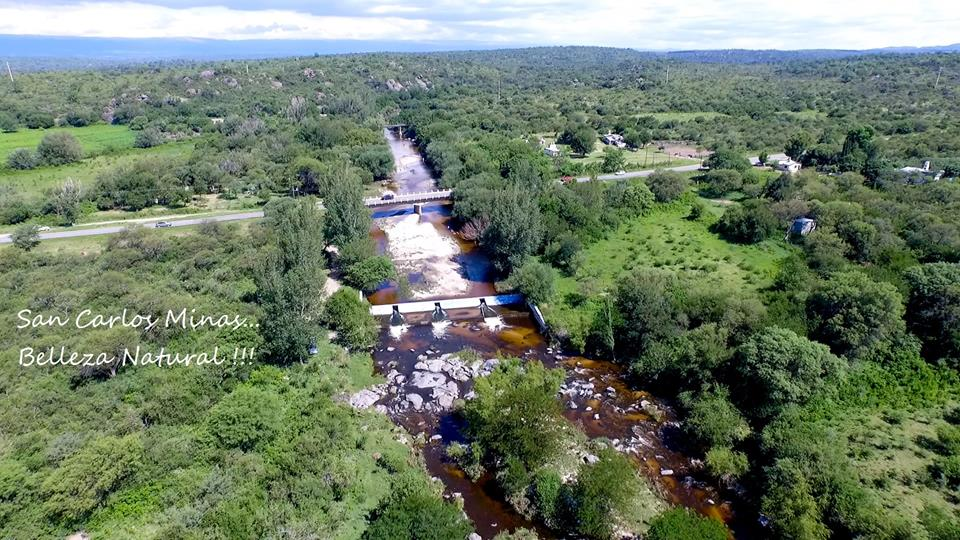
Río Jaime, San Carlos Minas.

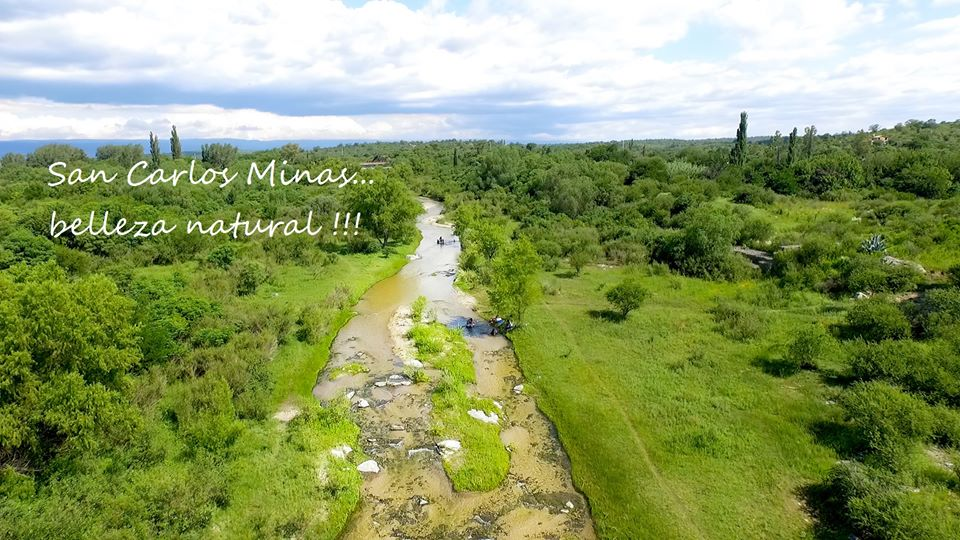
Arroyo Noguinet, San Carlos Minas.

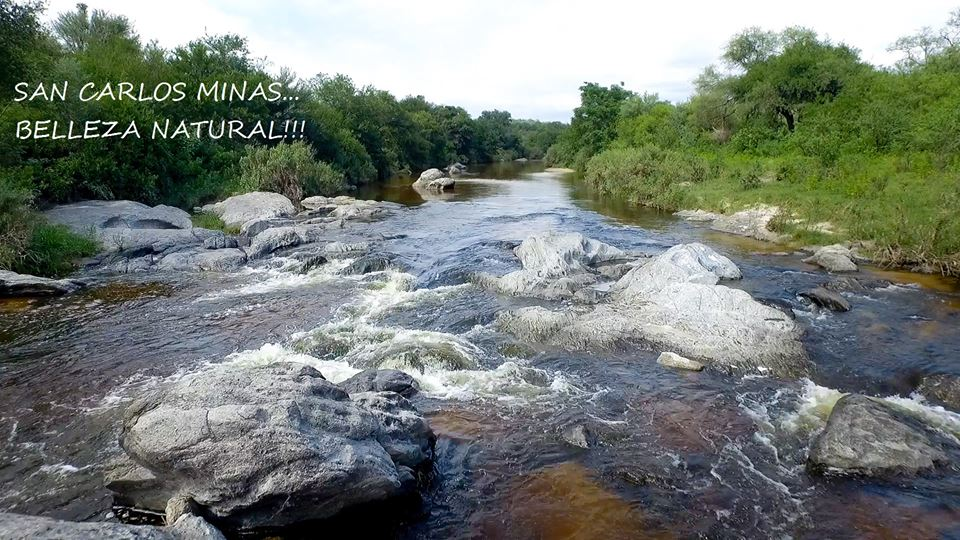
Unión del Río Jaime y el Arroyo Noguinet, San Carlos Minas.

### Flora y fauna

#### Flora
El entorno se encontraba naturalmente poblado por densos "montes" (bosques) de algarrobo, tala, mistol y chañar con sotobosque de piquillín y tuna, vegetación semi xerófila que se interrumpía por la presencia de sauces criollos a orillas del río también llamado Jaime.
Entre las plantas serranas tenemos: menta, poleo, piquillin, etc

#### Fauna
En cuanto a la fauna la región se caracteriza por la presencia de animales silvestres como liebres, vizcachas y conejos del cerco. Quedan algunos ejemplares de rumiantes como cabras del monte y guanacos. 
Entre los porcinos silvestres se pueden mencionar el jabalí (o pecarí) que vive en las regiones boscosas del pueblo. Se encuentran pumas, y otros mamíferos de fauna menor como zorros, zorrinos, comadrejas, hurones, conejos de los palos, cuises etc.
Se puede nombrar a una gran variedad de aves loro, zorzal, chingolo, cóndor, perdiz, buitres, jote, perdiz, etc. 
Toda esta fauna autóctona se ve modificada por otra aves que se volvieron salvajes a escaparse de sus lugares en cautiverios como canarios, cardenales, etc.
Entre los animales que pertenecen a un ecosistema más amplio pero que no están adecuadamente catalogados son los peces como mojarra.
En el ámbito se tienen serpientes  y víboras como las yararás, coral, culebras, cascabel, etc.
También se debe destacar a insectos como mariposas, grillos, luciernagas, cucarachas, hormigas, mosquitos, libélulas.
Entre los mamíferos inferiores tenemos murciélagos y ratas de todo tipo.

### Ecosistema y biodiversidad
La zona serrana que rodea a San Carlos permite la conservación de diversos especímenes de fauna que se encuentra en peligro de extinción, y que se debe proteger de las amenazas de cazadores furtivos así como de incendios que dañan la flora y la fauna de la región. Aparte de los desafíos económicos y sociales, el hábitat natural también es un problema que se presenta a las próximas generaciones.

### Demografía

#### Estadísticas
Cuenta con 1600 habitantes (año 2020), es decir un pequeño aumento desde el último censo donde tenía 1311 habitantes (Indec, 2010), lo que representa un incremento del 10% frente a los 1215 habitantes (Indec, 2001) del censo anterior. 
Como se puede apreciar cada 10 años el incremento poblacional es menor al 20%, por lo tanto para el 2024, se espera que la población no aumente más de los 2000 habitantes. Con lo cual hace de San Carlos Minas una de las cabeceras departamentales con menor población de la provincia de Córdoba.
Cómo todas las localidades del interior de la provincia de Córdoba, la mayoría de la población joven ha migrado hacia la ciudad de Córdoba para buscar fuentes de trabajo, o bien para continuar los estudios superiores, ya sea en las universidades o institutos terciarios. 
Por ese motivo la población mayoritaria, presente en la localidad son menores de 20 años. El 70% de la población tiene entre 0 y 20 años, entre los 20 y 40 años el 10% de la población, entre los 40 y 60 años el 10% de la población. Y el restante 10% lo comprenden las personas de más de 60 años.
Un estudio más en profundidad debería determinar con exactitud las edades de mayor emigración hacia la ciudad de Córdoba y grandes centros urbanos.
Podemos determinar como una primera aproximación que los grupos etarios entre los 20 y 60 años solamente representan el 20% de la población, lo cual es un porcentaje muy bajo para una localidad. Esto se debe a la escasa posibilidad de desarrollo laboral y educacional de los jóvenes, lo que produce una migración hacia otros centros poblacionales.
Considerando que el departamento Minas tiene aproximadamente 4000 habitantes (año 2020), por lo tanto el 45% de los habitantes del Departamento viven en San Carlos Minas.

#### Comparación de la densidad de población
De acuerdo con datos definitivos, la población de la República Argentina de acuerdo con el censo del 27 de octubre de 2010 que realizó el INDEC asciende a 41.117.096 habitantes, con una densidad media de 14,4 hab/km² (sin considerar la superficie de la Antártida Argentina e Islas del Atlántico Sur).
San Carlos Minas tiene una población de 2000 habitantes en una superficie de 100 kilómetro cuadrado. Por lo tanto la densidad poblacional es de 20 hab/km². 
Hay países en los cuales la densidad es mucho menor que en San Carlos Minas. 
Puede ser por distintas razones como el clima, en la Antártida la única población son los científicos o turistas que residen temporalmente (por cuestiones de salud), la densidad de población es inferior a un habitante por kilómetro cuadrado (km²), al igual que el Sahara Occidental cuya densidad de población es de 1,15 habitantes por kilómetro cuadrado. 
También uno de los problemas puede ser la escasez de los recursos (trabajos, mano de obra, alimentos, etc.), como en Australia que la densidad de población es de 3 habitantes por kilómetro cuadrado. 
En 2018 los cinco países con menor densidad de población son los siguientes:
1. Mongolia, con 2 hab/km².
2. Australia, con 3 hab/km².
3. Islandia, con 3 hab/km².
4. Namibia, con 3 hab/km².
5. Libia, con 4 habitantes/km².[10]

La región autónoma de Groenlandia tiene una densidad de 0.026 hab/km².

#### Origen poblacional
La población de la región se ve fuertemente influenciada por personas que emigraron en los años 1930 y 1940. Aunque antes también había habitantes que poseían grandes porciones de tierras, que luego fueron fraccionadas para que pudieran vivir habitantes más recientes.
La mayoría de los habitante locales son nacidos en el pueblo o se fueron a vivir hace muchos años, con lo cual se puede decir que el origen del poblado es autóctono.
Todos tienen al menos un familiar que ya vive en la zona o nació en el lugar. 
Podemos encontrar apellidos tradicionales de familias con décadas de vivir en el pueblo como los Cebrero, Arias, González, Barrionuevo, etc. 
Se podría afirmar que son descendientes de los primeros pobladores del departamento Minas, con lo cual sus raíces se remontan a los tiempos de la conquista, ya sean estos descendiente de aborígenes o de españoles.
No existen datos estadísticos precisos sobre la composición étnica de las personas, sin embargo se puede determinar que la mayoría son descendientes de nativos americanos y criollos. 
Una pequeña proporción tiene lazos directos con los pueblos aborígenes.
También se puede encontrar descendientes directos de europeos, principalmente españoles e italianos.

#### Evolución poblacional
Como lo demuestran los últimos censos es muy bajo el crecimiento poblacional, 100 habitantes más en el 2020 que en el 2010, decir un crecimiento menor al 10%, a pesar de tener una gran tasa de nacimientos por año y una baja tasa de mortalidad. 
Con lo cual se concluye que la población más joven migra hacia otros lugares, principalmente la ciudad de Córdoba para buscar un medio de subsistencia y lograr satisfacer las necesidades de trabajo, educación y salud que brinda esta gran ciudad.
Esto implica que los habitantes de San Carlos Minas pasan de vivir de un nivel de vida pobre en el pueblo a un nivel de vida de indigente en las ciudades.
Los pronósticos para los próximos años es un envejecimiento de la población, principalmente por la emigración de los más jóvenes en busca de estudios y de trabajo. 
| Gráfica de evolución demográfica de San Carlos Minas entre 1991 y 2010 |
|                                                                        |
| Fuente: Censos nacionales del INDEC                                    |

#### Desafíos demográficos
Se puede destacar la necesidad de crear viviendas para los habitantes, debido al aumento poblacional que se avecina como se establece las perspectivas económicas y sociales de la región y del país.
Esto nos compromete como sociedad a un debate sobre como se crean los centros urbanos y cómo se deben implementar los servicios básicos cómo agua potable, gas natural y cloacas. Dejando para una segunda etapa los servicios de internet y de comunicaciones.

## Gobierno y Política
Conforme establece la ley orgánica municipal (ley provincial N.º 8102) la municipalidad de San Carlos Minas adopta la forma de gobierno conformada por un Concejo Deliberante y un Departamento Ejecutivo a cargo de un intendente.

### Intendentes de San Carlos Minas
Desde el regreso de la democracia en 1983 a la Argentina, San Carlos Minas ha tenido los siguientes intendentes. 
| Intendente              | Bloque               | Periodo     |                                     |
| ----------------------- | -------------------- | ----------- | ----------------------------------- |
| Beatriz Elisabet Arias  | Unión Cívica Radical | 1983 - 1991 | 1983 - 1987 1987 - 1991             |
| Alberto Jesús Carreras  | Unión Cívica Radical | 1991 - 1994 | No finalizó mandato                 |
| Juan Blas Cebrero       | Unión Cívica Radical | 1994 - 1995 | Remplaza a Carreras                 |
| Carlos H. Guzmán (Toto) | Unión por Córdoba    | 1995 - 2003 | 1995 - 1999 1999 - 2003             |
| Miriam Gladys Cuenca    | Unión por Córdoba    | 2003 - 2015 | 2003 - 2007 2007 - 2011 2011 - 2015 |
| Cristian Adrián Frías   | Unión por Córdoba    | 2015 - 2023 | 2015 - 2019 2019 - 2023             |
| Walter Iván Romero      | Juntos por el Cambio | 2023 - 2027 |                                     |

### Concejo Deliberante
El Concejo Deliberante de San Carlos Minas está compuesto por siete concejales que se son elegidos en proporción a la cantidad de votos que se obtienen en las elecciones.
Los concejales cumplen el mandato por una duración de 4 años en sus funciones y con posibilidad de reelección. La totalidad del cuerpo se renueva una vez expirado su término.
| Concejal                 | Bloque                     | Cargo    |
| ------------------------ | -------------------------- | -------- |
| Masiero, Marcos Gustavo  | Juntos por el Cambio       | Concejal |
| González, María Belén    | Juntos por el Cambio       | Concejal |
| Barrionuevo, Héctor Luis | Juntos por el Cambio       | Concejal |
| Ceballos, María Celeste  | Juntos por el Cambio       | Concejal |
| Díaz, José Lucas         | Hacemos Unidos por Córdoba | Concejal |
| Pirez, Miriam Albana     | Hacemos Unidos por Córdoba | Concejal |
| Romero, María Silvina    | Hacemos Unidos por Córdoba | Concejal |

### Departamento Ejecutivo
El Departamento Ejecutivo está a cargo de un intendente electo a simple pluralidad de sufragios, dura cuatro años en el mandato con posibilidad de ser reelecto por un segundo periodo. Este es el jefe superior de la administración municipal.
Desde el 10 de diciembre de 2023 gobierna Juntos por el Cambio siendo Walter Iván Romero el actual intendente.

### Juez de Paz
En representación del área judicial es el Juez de paz, el que tiene a su alcance la posibilidad de actuar como certificante de actuaciones civiles. Es un cargo político que no requiere ningún estudio superior.

### Pueblos hermanados
San Carlos Minas mantiene el hermanamiento con los siguientes pueblos en el mundo por su similitud, ya sea de carácter cultural, económica, social, económica o histórica:
| - Jujutla, El Salvador - Magdalena, México - Badajoz, España - Uzungöl, Turquía - Roatán, Honduras |

## Historia

### Prehistoria
En el departamento Minas se encuentran cuevas donde se pueden ver distintos tipos de dibujos de habitantes de prehistóricos de la zona. Se pueden apreciar animales de esa época así como figuras de manos.

### Periodo de la Conquista
Era conocido como Valle de la Campana, como le llamaban los españoles. Se extendía desde los Ticas, al norte del departamento Minas, hasta el Valle de Concarán ya en el este de la provincia de San Luis.
Los españoles lo llamaban Valle de la Campana por hablar sus antiguos habitantes comechingones la lengua a campana: al acentuar las palabras en la primera sílaba, "como el tañido de una campana".

### SigloXVI
Los orígenes históricos del pueblo, y de la provincia de Córdoba a su vez, se remontan a la época en que los primeros colonos europeos, principalmente de España, se asentaron en lo que se conoció como Gobernación del Tucumán en los tiempos de la colonia.
A la llegada de los españoles en el siglo XVI, el territorio estaba habitado por los comechingones.
Dos asentamientos existían en la zona, en ese momento. Uno, en el sector sur llamado "Toco-Toco" (que en lengua originaria significa hoyos, quebradas o huaicos) y otro, en el sector norte, "Caviche" o "Cavis".
Una primera referencia a Toco-Toco como asentamiento indígena la da Hernán Mejía de Mirabal.
Este capitán de la conquista, perteneciente a la expedición de Jerónimo Luis de Cabrera, dirige una entrada al norte de la provincia de Córdoba, por el camino de Punilla pasando por Cosquín, Escobas y llegando a Toco Toco. 
En 1587 otra expedición, enviada al Tucumán, liderada por Gaspar de Medina llega al asentamiento indígena de Cavis, ubicado en el lugar que hoy es el extremo norte de la ciudad, conocido como El Pantanillo o Barranca de los Loros.
En este lugar se han encontrado rastros y vestigios del pasado aborigen y también restos de cementerios, urnas funerarias y otros utensilios. San Carlos Minas no posee fundación cierta, sino que sus orígenes se dieron con la posesión de tierras por parte de los españoles colonizadores. Por este hecho no existe un Acta Fundacional, como era habitual en las ciudades coloniales.
Fue resultado del agrupamiento que paulatinamente constituyeron los españoles descendientes que antes fijaron su residencia en las estancias vecinas de San Marcos y Siguiman a mediados del siglo XVII.
Tras ellos vinieron otros, provenientes la mayoría de la zona de Punilla y algunos de la ciudad de Córdoba, comprobación que se llega por apellidos, a los que se agregaron indios y negros, los primeros por anteriores encomiendas y los segundos en su condición de esclavos.
Cuando en el s XVI los españoles poblaron Córdoba y entraron los primeros colonizadores, este lugar ya estaba habitado; los comechingones se quedaron en este lugar y murieron sirviendo a Bartolomé Jaime, quien había recibido estas tierras en carácter de encomienda en mérito por su actuación en el descubrimiento y posterior colonización del territorio de la Córdoba argentina.
Es frecuente hallar piedras horadadas (actualmente mal llamadas morteros) que los originarios llenaban de agua para usarlas como espejos de la observación astronómica.
La zona fue habitada por los pueblos originarios de la etnia henia-kamiare (comechingones). 
Debido a que eran nómades, construían sus casas debajo de la tierra de un modo particular para protegerse del clima hostil del invierno principalmente. 
Una característica que diferenciaba a los hombres era el uso de barbas, una seña que los diferenciaba de los otros pueblos originarios.
Su actividad principal era la agricultura, sin embargo debido a que la zona presentaba animales salvajes de distinto tipo también pueden haber sido cazadores en algunos momentos de escasez de alimentos.
El asentamiento comechingón, que habitó esta zona se llamaba Sancalá o San Cala lo que en idioma nativo significa literalmente agua (san) y sierra (cala), es decir aguas de las sierras.

### SigloXVII
En el siglo XVII lo que ahora constituye el departamento Minas formaba parte del curato de Pocho, con su principal centro en la parroquia de Salsacate. En ese entonces, la cría de mulas por encargo de las instituciones jesuitas era la actividad económica predominante. La región sur del departamento, unida al distrito administrativo y eclesiástico de Pocho, pertenecía a la antigua estancia de San Juan de Dios, cuya sede estaba cerca del pueblo de Las Palmas, propiedad de Don Juan de Oviedo, quien también fue el principal impulsor de la construcción de la histórica capilla de Las Palmas.
Después de subdivisiones de las estancias y concesiones de tierras a nuevos propietarios, surgieron las estancias de Yerba Buena, Mayorazgo de Totox al sur, Chancaní y Pinas en el valle bajo del oeste (que pasó a llamarse distrito del Monte), y al norte, la antigua concesión de Auti dio lugar al distrito de Guasapampa y El Coro. Esta última, centrada en el pueblo que se formó alrededor de la capilla homónima, dio origen a las poblaciones existentes hoy en día. Al este del departamento se formó el distrito de Sancala, que incluía áreas al sur de lo que ahora es San Carlos Minas, con jurisdicción sobre Sauce de los Quevedos, Sierra de Paredes y Ciénaga de Britos hasta las cumbres de las Sierras Grandes.

### SigloXVIII
La prosperidad alcanzada por aquellos primeros colonos generó un fuerte interés poblacional en el siglo XVIII sobre todo de inmigrantes vascos que impulsaron establecimientos de molienda de harina de trigo, como así también el fomento de la cría de hacienda vacuna. 
Por la misma época, también comienza con la extracción de minerales de los abundantes y ricos yacimientos argentíferos del distrito de Cacapichi en proximidades de la localidad de La Argentina, como la mina "La Compañía" y alrededores del cerro "del Rosario", y "Agua Blanca" más al sur, actividad que en sus comienzos fue impulsada por la orden jesuita.
Esta actividad minera tuvo su impulso mayor mediante el establecimiento de hornos y plantas de beneficio de la galena argentífera lo que generó la radicación de empresarios de origen francés. Posteriormente se comienza la explotación del distrito del "Guaico" un poco más al norte.

### SigloXIX
Para 1828, los hornos del trapiche de Ojo de Agua de Totox, propiedad de los hermanos Roque, ya estaban construidos. Desde allí se producían lingotes de plata, principalmente, y en menor medida, lingotes de oro, destinados a la acuñación en la Casa de la Moneda de Córdoba y La Rioja. Estos establecimientos fueron ampliados y modernizados alrededor de 1850, empleando a más de 200 trabajadores directos en los hornos, además de otros tantos indirectamente para la provisión de leña. En este tiempo, se creó la división administrativa de Minas como parte del antiguo departamento de Pocho, con sede en San Carlos, que comenzó la construcción de su parroquia.
Durante el siglo XIX, el departamento fue escenario principal de las guerras entre unitarios y federales. La proximidad a La Rioja, centro del movimiento federal liderado por Juan Facundo Quiroga, hizo que la zona fuera objeto de invasiones de ambos bandos. A pesar de esto, para el primer censo nacional de 1869, el departamento era uno de los más poblados de la provincia, situación que se mantuvo en 1895. Sin embargo, la construcción de líneas férreas en otras regiones, la disminución de la explotación minera, sequías sin precedentes y cambios en la política nacional llevaron a un éxodo poblacional hacia otros distritos, dejando al departamento menos poblado, con San Carlos y Ciénaga del Coro como los principales centros. Los abundantes minerales de este departamento serrano atrajeron el interés de los conquistadores, que exploraron la región.

### SigloXX

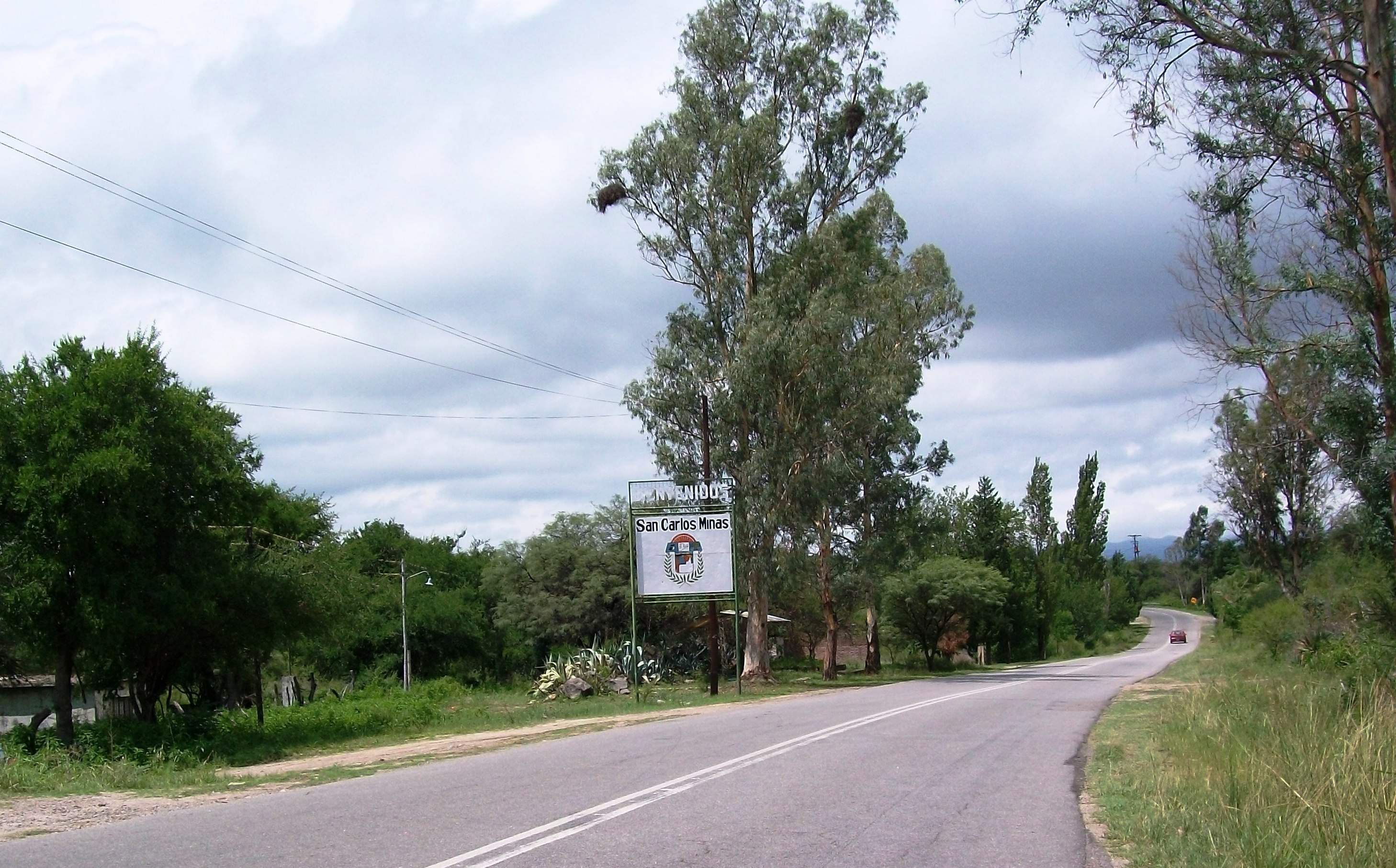
San Carlos Minas, Córdoba, Argentina.

Como todo pueblo del interior de la provincia de Córdoba de siglo XX, se caracterizaba por ranchos, donde vivían los peones de campo, estas tierras eran poseídas por las principales familias de la zona del Oeste de la provincia, como los Roqué o Sarmiento. 
Estos terratenientes no siempre en la región, sino que muchos vivían en la ciudad de Córdoba y manejaban sus negocios desde allá.
La ciudad que en ese momento estaba en franca expansión era Cruz del Eje, debido a que el ferrocarril pasaba por ahí, y los productos como carnes y granos de San Carlos Minas eran transportados en tren primero hacia la ciudad de Córdoba y posteriormente al puerto de Buenos Aires para su exportación o proceso de manufactura como la producción de harina.

### Alud en San Carlos Minas de 1992
Está catástrofe fue la más grande de la provincia de Córdoba y una de la más grandes de Argentina del siglo XX. La historiadores no encuestran registros de un alud de estas características en el Departamento Minas.
No existe informes oficiales sobre si existió algún otro tipo de catástrofe en este pueblo antes de 1992, solamente comentarios que ha sufrido inundaciones durante periodos anteriores a 1900.
Por lo tanto, se confirma este hecho como la gran catástrofe que marco al pueblo para siempre.Las personas quedaron con un temor durante muchos años en momentos que se produjeron tormentas eléctricas principalmente. La respuesta de los distintos gobiernos tanto municipales como provinciales fue la indiferencia, por ese motivo la población mantuvo un nivel de pánico alto ante posibles nuevos aludes.
Aunque lo más grave son las pérdidas de personas muy apreciadas y queridas por la comunidad, esto se evidencia en cada historia que puede comentar los habitantes del pueblo, donde todos sufrieron la pérdida de un familiar.
En la madrugada aproximadamente 5 de la mañana del 6 de enero de 1992, debido a la caída de una gran cantidad de lluvia en un corto lapso de tiempo, se generó una repentina creciente del arroyo Noguinet produciendo un desborde del mismo y arrasando el pueblo, causando la muerte de al menos 30 personas. De los cuales se recuperaron pocos cuerpos.
El pueblo quedó completamente destruido y tapado de barro y plantas. Además, de que se corto el servicio eléctrico. Los puentes que comunicaban con los pueblos próximos se encontraban rotos y esto complicó el ingreso y egreso de vehículos para arreglar los inconvenientes.
El intendente de ese momento era Alberto Carreras, quien con la ayuda del cura párroco lograron organizar el pueblo con respecto a las ayudas del los alimentos y agua enviados.En un principio recibió ayuda principalmente de la Nación, que ese momento era gobernada por el Dr. Carlos Saúl Menem. Después de la tragedia, se realizaron obras de control hídrico para proteger la localidad y el gobierno de Córdoba tomó medidas para reconstruir el pueblo.

### Principios de la década del 2000
Podemos establecer a San Carlos Minas como un pueblo que se orienta al turismo, impulsado principalmente por el gobierno provincial, debido las buenas relaciones entre la intendencia y los gobernadores de turno.
Se destaca la creación del hotel municipal y de la creación de numerosas camas para hospedar a los turistas que llegaban a pasar los días en la zona.

### Pandemia de COVID-19
En la pandemia del Coronavirus del año 2020, San Carlos Minas junto a las demás localidades del departamento Minas fue declarado zona blanca, es decir una región libre de infectados por esta enfermedad durante 30 días. Esto le permitió al pueblo mantener una actividad económica y culturan relativamente normal.
Los primeros contagios de Coronavirus se dieron a principios del mes de octubre de 2020. Fue el último de las cabeceras de los departamentos de la provincia de Córdoba donde se registraron enfermos. Los primeros enfermos se contagiaron en sus lugares de trabajo, en la cárcel de Cruz del Eje.
Mientras la provincia de Córdoba mostraba un ascenso enorme en la cantidad de enfermos, al 30 de octubre de 2020 tenía 10 infectados lo que demuestra el ingreso tardío de la enfermedad al pueblo. 
En la fecha del día del empleado municipal, el 8 de noviembre de 2020, una fiesta donde participó la jefa de los empleados municipales, uno de los participantes estaba infectado de Coronavirus lo que generó un brote de esta enfermedad en el pueblo.
El 20 de noviembre del 2020 se produjo una explosión en la cantidad de enfermos de coronavirus por el brote producido en el geriátrico. Al 26 de noviembre de 2020 había 55 infectados con un promedio de infectados de 1 por día. Al 20 de abril del 2021 había 100 infectados.
El intendente permitió el ingreso de turistas al pueblo el 4 de diciembre del 2020.
Al 10 de marzo de 2021 había 71 enfermos de coronavirus. Al 20 de abril de 2021 había 100 enfermos de coronavirus. Al 7 de mayo había 4 muertos de coronavirus. A mediados de mayo aumentó la suma a 124 en una semana, lo que representa el 5% de una población de 2000 habitantes.
Así como el resto del país, el pueblo entró en cuarentena de fase 1 desde el 21 de mayo del 2021 al 30 de mayo del 2021.

### Vacunación contra el COVID-19
A principios de agosto de 2021, se tenía el 100% de la población mayor a 18 años vacunados con la primera dosis de la vacuna contra el COVID y una alto porcentaje con la segunda dosis (20%). Esto permitió que disminuyan la cantidad de muertos y enfermos graves.

### Elecciones municipales 2023
En la elección para intendente ganó por amplia diferencia Juntos por el cambio, terminando con el control municipal por parte del partido peronista, que estuvo por 20 años. El intendente electo es Walter Iván Romero.

### Elecciones provinciales 2023
En la elección para gobernador de la provincia de Córdoba ganó con una amplia diferencia el candidato Martín Llaryora.

### Elecciones nacionales 2023
En la elección para presidente, en las PASO y en las elecciones generales ganó el candidato Juan Schiaretti. 
En el balotaje, fue el único departamento de la provincia de Córdoba donde ganó por una diferencia menor al 1% el candidato Sergio Massa.

### Herencia recibida por Walter Romero
La corrupción política es un fenómeno criminal que consiste en la actuación intencionalmente indebida de funcionarios y autoridades públicas, usualmente en connivencia, o por indicación, o presión de personas físicas ajenas al Estado, empresas privadas o extranjeras y grupos de poder, haciendo uso de los recursos del Estado a los que tienen acceso, para conseguir un beneficio ilegítimo, generalmente de forma secreta. 
Según la Iniciativa Nacional Anticorrupción (INA) en 2021, las pérdidas económicas  del pueblo de San Carlos Minas durante el gobierno de Cristian Frías fue de 2 millones de dólares, correspondieron al 30-35 % del gasto presupuestal promedio anual y un 4 % del PBI promedio anual durante el mismo período. Si esta pérdida multimillonaria se hubiera evitado, habría ayudado a sacar de la pobreza a más de la mitad del pueblo   
Las formas de corrupción varían, pero las más comunes son el uso ilegítimo de información privilegiada y el patrocinio; además de los sobornos, el tráfico de influencias, la evasión fiscal, las extorsiones, los fraudes, la malversación, la prevaricación, el caciquismo, el compadrazgo, la cooptación, el nepotismo, la impunidad y el despotismo. La corrupción facilita a menudo otro tipo de hechos criminales como el narcotráfico, el lavado de dinero, la prostitución ilegal y la trata de personas, aunque por cierto no se restringe a estos crímenes organizados y no siempre apoya o protege otros crímenes.

### Controversia con el legislador por Minas
Por el pedido de un diario local La voz del interior, el 28 de marzo de 2025, salió publicado una lista de empleados de la legislatura provincial, donde se produjo una gran controversia. Esta importancia de nivel provincial, y también de nivel local en cada una de los municipios y ciudades del Córdoba. Por lo tanto se presentó una lista de los empleados por cada legislador. El legislador por Minas, Cristian Frías tiene como asesores a su hijo y a su hermano según información pública de la legislatura provincial

## Educación
En el pueblo se presentan instituciones de educación empezando por jardines. También tiene escuela primaria y secundaria.

### Sala Cuna
San Carlos cuenta con Sala Cuna municipal "Huahuas Cusis"

### Jardín de infantes
un jardín de infantes "Fray Justo Santa María de Oro", con una cantidad de docentes 4 y directora 1

### Educación primaria
Una escuela primaria "Fray Justo Santa María de Oro".Cantidad de docente 20.

### Educación secundaria
La escuela secundaria I.P.E.M 109 "Jerónimo Luis de Cabrera". Además con un CENMA Cruz del Eje - Anexo San Carlos Minas - Escuela, Educación para Adultos. Cantidad de docentes 20.

### Instituto Terciario
Se empezó algunas carreras terciarias donde se pueden cursas en parte presencial y en parte con educación a distancia.

## Cultura y arte

### Días de conmemoración
- 1 de enero: año nuevo.
- 24 de marzo: día de la memoria, la verdad y la justicia.
- 2 de abril: día de la soberanía de la Islas Malvinas.
- 11 de mayo: día del himno nacional.
- 25 de mayo: día de la Revolución de Mayo.
- 20 de junio: día de la bandera.
- 9 de julio: día de la independencia.
- 17 de agosto: día del paso a la inmortalidad del General San Martín.
- 21 de septiembre: Fiesta Estudiantil.
- 1 de octubre: Día de la fundación.
- 8 de diciembre: fiesta patronal en honor a la Virgen de la Inmaculada Concepción.
- 25 de diciembre: Navidad.

### Arte
San Carlos Minas cuenta con muchos grupos folklóricos y ballet de danzas tradicionales que en los últimos años han aumentado en cantidad y en calidad. 
Por este motivo se realiza todos los años en enero: el Festival Provincial de Minería, de una duración de dos a tres noches. De este modo se promociona a los nuevos exponentes locales de la música y del arte.

### El Festival de la Minería
Éste festival se originó en memoria y conmemoración de las operaciones mineras de hace un siglo. La historia minera de la zona la destaca en ese período como la principal productora de plata del país y gran parte de América. Después de la Segunda Guerra Mundial, las operaciones mineras cesaron y comenzó el desempleo y la migración inevitable.
El recuerdo y la nostalgia son profundos entre la población, y el festival es simplemente el reflejo íntimo de éxitos y fracasos. En su memoria, perduran momentos como La Argentina - un socavón labrado con el sudor de los mineros - y el viejo trapiche de molienda de Ojo de Agua de Totóx, como hitos que resisten al tiempo.
El escenario del festival lleva el nombre de Cristino Tapia, en honor a un vecino que fue guitarrista de Carlos Gardel. En sus inicios, el evento duraba de 2 a 3 días y se celebraba en la primera semana de enero. De esta manera, se promocionaba a los nuevos talentos locales en música y arte.
A partir de la primera década del 2000 y en adelante, el festival ha contado con la participación de destacados artistas como el Chaqueño Palavecino, Soledad Pastorutti, y otros reconocidos folcloristas, otorgando al pueblo un reconocimiento turístico más amplio.
Además, bajo la organización municipal, se llevaban a cabo actividades paralelas al espectáculo, como la exhibición de artesanías, esculturas y la degustación de las delicias culinarias típicas de la región, con sabores serranos incomparables.
Este año, se conmemora la edición N.° 39, en la que una vez más se reúnen vecinos de la localidad y zonas aledañas para disfrutar de artistas locales y las mejores comidas típicas de la región.

### Ocio
Presenta una infraestructura para realizar reuniones entre la población, entre las que se pueden mencionar bares, restaurantes, locales bailables y salones de fiestas. 
Es muy frecuente las reuniones en las casas junto a los familiares y amigos, para realizar almuerzos o cenas, degustando algún plato típico de la zona.
Durante los meses cálidos, es común encontrar personas en el río y el arroyo local como un modo de dispersión y de distracción. En los meses fríos se puede ver menos movimiento fuera de las casas, sin embargo no es de sorprender realizando caminatas por la vera del río, especialmente durante los días más templados.

### Alimentos
Dentro de la cultura de la zona, no se puede excluir las comidas típicas como pueden ser empanadas de carne de vaca, asado de carne de vaca o cabritos así como también locro, humita. En las zonas más rurales se frecuenta comer charqui, es carne salada que preserva el alimento. El charqui se puede comer "crudo" o hidratado con agua, ya sea en forma de sopas o caldos. Otra comida típica de estas zonas es el puchero, el cual es una sopa o caldo donde se agrega cortes de tipo vacuno junto con papa, zapallo, zanahoria, etc.
Entre las delicias dulces se caracteriza el dulce de leche, además de dulces de frutas como: durazno, membrillo, etc. También es menester nombrar a los pastelitos que son masa dulces con relleno de dulce de batata o membrillo.
Por otro lado tenemos la preparación de pan casero o tortillas, hechas con harina, agua y sal. Antes se cocinaban en hornos de barro, aunque en la actualidad de realizan en los hornos de las cocinas.

## Economía
Es el departamento más pobre de la provincia de Córdoba, donde los ingresos per cápita son los más bajos de la provincia. Sus pobladores también viven bajo el nivel de indigencia, donde más del 80 % sobrevive con planes sociales y asistencialismo del estado.
El 20% restante es empleado público ya sea dependiente del municipio, provincia o nación. Principalmente son policías o maestros. 
Por otro lado, es poca la actividad industrial en la zona, por lo tanto no hay inversiones, y no se ven avances económicos en los últimos 30 años. Se evidencia un bajo nivel cultural, económico y social por todos estos motivos.
La actividad principal del pueblo de San Carlos Minas es el turismo. También se tiene en menor medida la cría de ganado y la agricultura. 
Debido a la grave situación económica se han desarrollado ayudas a los productores locales para que se mantengan en actividad. 
Por este motivo se puede explicar que la Infraestructura del pueblo está basada en satisfacer la demanda de turismo que ocurre principalmente en los meses de verano.
Aunque no existen estadísticas oficiales, el 80% de los empleados con relación de dependencia trabajan para un repartimiento estatal ya sea municipal, provincial o nacional.
San Carlos Minas presenta una oportunidad ideal para el establecimiento de microemprendimientos especialmente para el área de agronegocios. 
La comuna permite deducir impuestos para los emprendimientos que generan trabajos formales para los habitantes del lugar, por este motivo este pueblo quiere llegar al 2030 como un polo económico de la zona oeste de la provincia de Córdoba. 
Las características de la tierra y la baja explotación la hacen ideal para el cultivo de soja y girasol, lo que generará un gran punto de ingreso de divisas para la región.
La producción de miel aunque en menor medida es una buena oportunidad de explotación por ser la zona rica en flores serranas la cual genera una miel de un sabor y aroma particular que permitirá un producto de calidad superior y de gran potencial comercial.
San Carlos Minas presenta una excelente opción para inversiones en el área de agrocultivos porque es una zona poco explotada por ese motivo su calidad de tierra es superior y los beneficios de cultivos como la soja o girasol se darían en forma inmediata.
Los precios de los terrenos son relativamente bajos si son comparados con poblaciones del oeste y sur de la provincia de Córdoba.
Por otra parte la comuna exige de impuestos a los grandes emprendimientos con la condición de que tome mano de obra local y que asegure que el emprendimiento tendrá una duración mínima de 10 años.
Estos conceptos vertidos, son analizados como posibles proyectos a realizar, debido a la pandemia del Coronavirus llevó a replantear cómo se continuarán las obras de infraestrcuturas y los desarrollos del campo.
Durante la pandemia del Coronavirus el pueblo fue duramente golpeado por la crisis, lo que originó la pérdida de puestos, quiebre de microempredimientos y falta de ingreso a las arcas municipales. Ya el municipio tenía problemas económicos, esto empeoró la situación del pueblo llevando a las familias a un nivel de pobreza extrema.

### Turismo
Principales sitios turísticos:
- A 60 km de "San Carlos Minas" está La Playa, y a 5 km de ésta Charquina, lugar con cuevas y aleros con pictografías y petrografías precolombinos.
- Actualmente, el paisaje invita a realizar actividades al aire libre como caminatas, cabalgatas y paseos en bicicleta.
- Se recomienda visitar los cerros de Yerba Buena, Poca y Velis, todos de origen volcánico, los cuales otorgan una imagen especial a toda la región.
- A 1 km de "San Carlos Minas" está El Vallecito, un paraje tranquilo donde la naturaleza permite realizar actividades al aire libre y contemplar la belleza de un lugar sin contaminación.
- A 0.5 km de "San Carlos Minas" está Los Barriales, un paraje de algunas casas donde se puede encontrar tranquilidad para pasar el día en familia.

### Ganadería y Agricultura
Otra de las actividades económicas principales de San Carlos Minas es la ganadería. Está se práctica de forma extensiva con las cría de ganado vacuno y en menor media caprino, ovino y porcino. 
El ganado caprino se lo utiliza principalmente por su carne al ser un bien preciado en muchos restaurantes. 
La carne de cerdo también se la puede considerar una buena fuente de alimentación.Los productos de las gallinas cómo los huevos y su carne.
Debido a su clima que no tiene abundante lluvias en el verano complica la situación de los agricultores que cultivan principalmente maíz y algo se alfalfa y sorgo.
Por el lado de hierbas aromáticas podemos encontrar establecimientos que procesan molle, menta, menta y agregados para la yerba mate.
En el ámbito de producción caprina se puede nombrar la producción de queso de cabra aunque la parte fuerte es la producción de leche y derivados de vaca cómo queso y dulce de leche.
También es menester nombrar la producción de dulces caseros de frutas cómo de duraznos o membrillo.
Es una característica de la zona es que los productos son artesanales. Por lo tanto no es masiva la producción sino que es para subsistencia de las familias. 
Existen en este momento proyectos, para incentivar la producción de alimentos de la zona.

## Religión
| Religiones más frecuentes (censo 2010) | Religiones más frecuentes (censo 2010) | Religiones más frecuentes (censo 2010) | Religiones más frecuentes (censo 2010) | Religiones más frecuentes (censo 2010) |
| -------------------------------------- | -------------------------------------- | -------------------------------------- | -------------------------------------- | -------------------------------------- |
| Religión                               | Religión                               |                                        | Porcentaje                             | Porcentaje                             |
|                                        |                                        |                                        |                                        |                                        |
| Católicos                              | Católicos                              |                                        | 83.4%                                  | 83.4%                                  |
| Testigos de Jehová, evangélicos        | Testigos de Jehová, evangélicos        |                                        | 7.1%                                   | 7.1%                                   |
| Ateos                                  | Ateos                                  |                                        | 9.5%                                   | 9.5%                                   |

### Grupos Religiosos
San Carlos Minas pregona la libertad de culto. 
Esto se pone de manifiesto en que la mayoría profesa la religión Católica Apostólica Romana, disminuye las creencias religiones en los jóvenes. 
Sin embargo, en los últimos años ha habido un gran avance de los grupos cristianos evangélicos, cómo así también en Testigos de Jehová que representan un gran ascenso tanto en personas adultos mayores cómo en jóvenes.

### Parroquias de la Iglesia católica en San Carlos Minas
| Diócesis  | Cruz del Eje                   |
| --------- | ------------------------------ |
| Parroquia | Inmaculada Concepción de María |

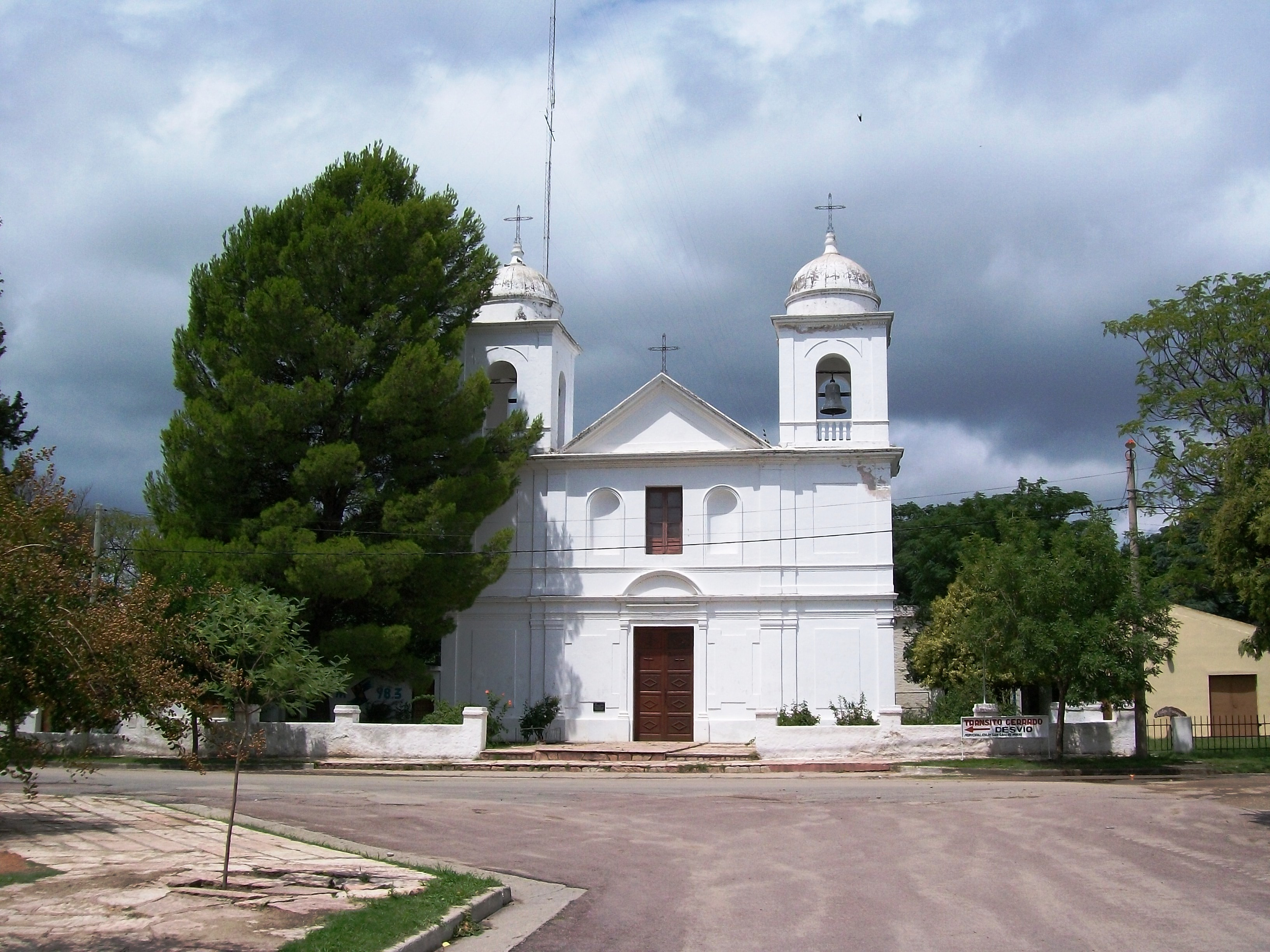
Parroquia Inmaculada Concepción de María

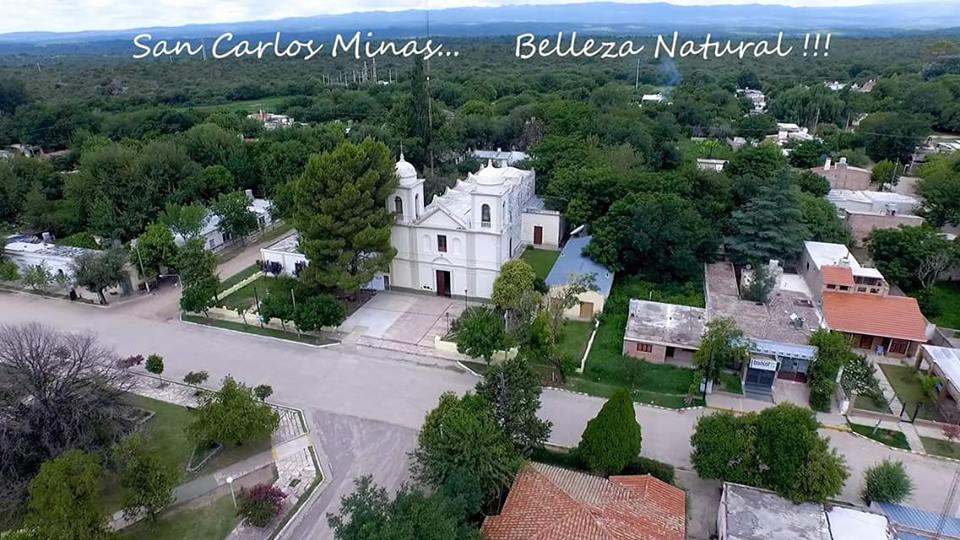
Iglesia de la Inmaculada Concepción de María

El templo se encuadra, según especialistas en la materia, en el estilo romántico, con reminiscencias barrocas" y "renacentistas. Catedral de la ciudad desde el 25 de julio de 2010.
La planta de la iglesia es de tipo basilical con influencia románica, de tres naves, inscriptas en un rectángulo del que solo sobresale el ábside del testero. 
Al estar retirada de la línea municipal, genera un atrio desde el cual se accede al pórtico. Tres vanos, el central mayor a los laterales, terminados en arco de medio punto, anticipan la conformación de la planta y permiten el ingreso a este pórtico que está cubierto por bóvedas de arista. 
La nave central, ritmada en cinco tramos con gruesas columnas, que tienen aplicadas una doble pilastra con basa y capitel, está cubierta con bóveda de cañón cuya generatriz son arcos de medio punto y culmina sobre el ábside en una bóveda de cuarto de esfera.
En el centro de los espacios entre columnas y en el inicio de la bóveda se ubican las ventanas que por su posición en plano vertical, generan lunetos profundos en torno a ellas y entre los arcos fajones. Las diez ventanas, de buen tamaño, inundan de luz natural el sagrado recinto.
La imposta, de amplias proporciones, acentúa la perspectiva haciendo de buena base de toda la bóveda. Sobre el presbiterio se ubica la cúpula semiesférica con cimborrio perforado con aventanamientos, que suman una dorada luz al espacio religioso interior.
En el inicio de la nave central, sobre el pórtico, se encuentra el coro alto con una gran ventana circular con vidrios multicolores. Se accede a él, por una angosta escalera, ubicada en el costado de la nave del lado de la epístola.
Las naves laterales, más bajas que la central culminan en sus cabeceras con sendos altares realzados por cupulines con linterna.
En el exterior, sobre estas naves, gruesos contrafuertes absorben los empujes de la bóveda central. También están presentes en planta baja, en la fachada lateral norte. 
A continuación de la nave de la epístola está la sacristía mientras que otras dependencias parroquiales están detrás de la nave del evangelio.
En julio de 2010 en razón de las tareas de mantenimiento, se retiró todo el revoque de los cielorrasos que se encontraban deteriorados por el ingreso de humedad desde la cubierta. Oportunidad única de visualizar el aparejo de ladrillos utilizado para la construcción de las distintas bóvedas.
La fachada es de lenguaje renacentista, con influencia del academicismo de fines del siglo XIX. Tres vanos de ingreso, con rejas y arco de medio punto, que corresponden a cada nave, enmarcadas por seis columnas de fuste plano planas con capitel dórico. 
Sobre ellas la gran ventana coral circular, flanqueada por dos aberturas con arco de medio punto que corresponden a las torres. 
Entablamento, frontis curvo y basamento para la cruz central de hierro forjado.
Sobre la cornisa asientan las dos torres campanario que contienen dos aberturas en cada cara. Rematan en capulines semi esféricos sobre los cuales se asienta la cruz de hierro, al igual que lo que acontece en la cúpula central y los capulines laterales.

### Templos religiosos
Las religiones Evangélicas tienen sus templos en varios sitios del pueblo, que se caracterizan por su sencillez aunque mantienen un fuerte sentimiento de identidad.
Podemos decir que los grupos religisoso como los Testigos de Jehová son el grupo principal después de los Católicos que se identifican por su gran capacidad de ayuda y solidaridad hacia los vecinos como se puede demostrar en las ayudas realizdas en el Alud de 1992.

## Salud
En los años recientes se ha comprobado un aumento en las expectativas de vida, una explicación es el buen nivel de vida con respecto a los servicios básicos como agua potable y servicio eléctrico que presenta esta comuna, además de que el avance de métodos de prevención y control de la salud.
Por ese motivo a continuación se detallara con los problemas que presenta la comunidad y cuales han sido los procedimientos que se siguen para controlar y mitigar las enfermedades en los grupos más vulnerables.
Desde el día que se inauguró el hospital, se han obtenido pocos avances en infraestructura, solamente con el advenimiento del coronavirus se llegó a instalar una ampliación del nosocomio.
El 20 de noviembre del 2020 se produjo una explosión en la cantidad de enfermos de coronavirus por el brote producido en el geriátrico. Al 26 de noviembre de 2020 había 55 infectados con un promedio de infectados de 1 por día.

### Centro de salud
El hospital municipal lleva el nombre de un enfermero que falleció en el alud de 1992 mientras ayudaba a personas de ser llevadas por la intensa corriente.

### Enfermedades Endémicas
San Carlos Minas no lleva una estadística precisa de las enfermedades que aquejan a la comunidad. Pero si tomamos como referencias estadísticas provinciales y nacionales, podemos concluir que muchas personas padecen de Chagas, una enfermedad endémica de la zona. 
Que se trasmite por la picadura de la Vinchuca y que inyecta un parásito que se instala en el corazón.
Con respecto a enfermedades cardiacas se tiene poca evidencia pero no represantaria una enfermedad que afecte a la mayoría de la población. 
Sin embargo, puede ser necesario un estudio de investigación más profundo para evaluar el sistema sanitario local y su avance en los próximos 10 o 30 años.
Se podría resaltar la labor realizada por las enfermeras rurales en la prevención de las enfermedades y en la vacunación de la población. Al ser un trabajo con una baja remuneración, el cuerpo de enfermería ha realizado y realiza un labor que se caracteriza por su vocación de ayuda al prójimo.

## Deportes
Como la mayoría de los pueblos de Argentina el deporte que se practica por excelencia es el futbol y en menor medida basquetbol y hockey. San Carlos Minas tiene un club llamado San Cala. 
En este lugar se puede practicar una serie de deportes. Donde el club nació para satisfacer la necesidad de dar un servicio al pueblo.
El equipo de fútbol local ha participado de varios torneos interregionales donde obtuvo importantes triunfos en los años recientes lo que muestra una clara señal de las políticas públicas de dar prioridad a los deportes de la zona como un modo de distracción y para mantener a las personas en buen estado físico y emocional. Pertenece al campeonato de la Liga de San Alberto.
Podemos establecer que el deporte como un pilar fundamental para la salud de las personas y para sobrellevar problemas de índole psicosocial. 
Por ese motivo la provincia de Córdoba tiene entre uno de sus programas el de Córdoba deportes y que ayuda a todas las localidades de la provincia.
San Carlos Minas se ha beneficiado de este plan de largo plazo, en este caso las ayudas fueron hacia la población más carenciada para promover los deportes y el acceso a infraestructuras básicas para el normal desarrollo emocional y social que todo deporte presenta.
Llega a considerarse el deporte como una actividad de necesidad de la vida. 
El deporte en el pueblo, toma un carácter de ocio y de distracción permitiendo a los habitantes satisfacer su tiempo libre y llevando un nivel de salud relativamente bueno, comparando con los habitantes de las ciudades cercanas como Villa de Soto y Cruz del Eje.

## Medios de comunicación
- Radio Municipal 90.9
- FM Demo 92.5